# Strizh

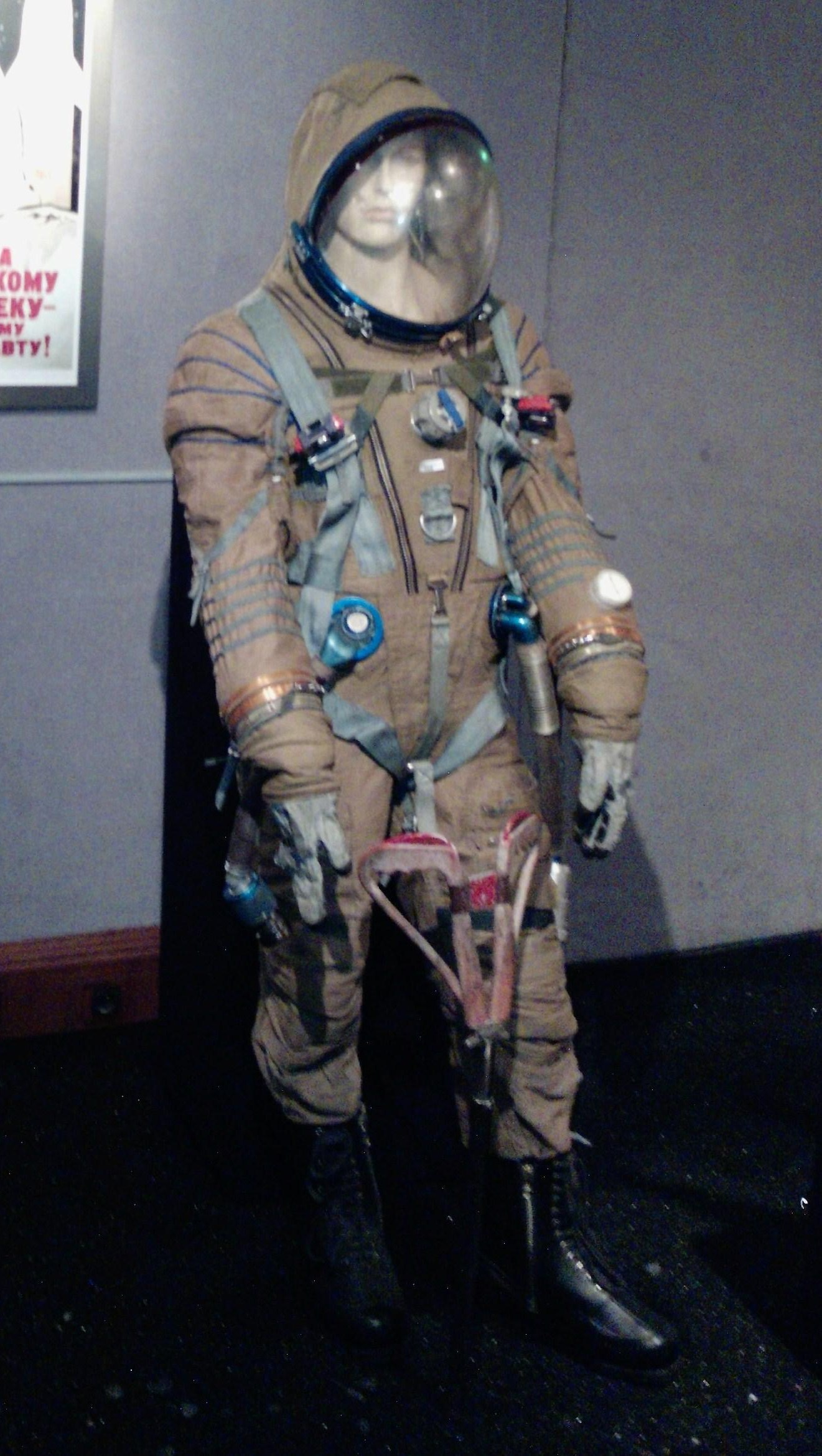
Un Strizh en París, Francia

Strizh (Стриж en alfabeto cirílico, significando golondrina) fue un tipo de traje espacial desarrollado para la tripulación del transbordador espacial Buran. Estaba preparado para proteger al cosmonauta en el caso de eyección del transbordador a alturas de hasta 30 km y velocidades de Mach 3.
Tanto el traje como el asiento eyectable fueron probados durante el lanzamiento de varias naves Progress (de la 38 a la 42), entre 1988 y 1990.
El traje nunca fue usado en condiciones reales debido a la cancelación del programa Buran.